# ドイツ領域通過列車
ドイツ領域通過列車 （ドイツりょういきつうかれっしゃ、ドイツ語: Interzonenzug）は、第二次世界大戦後の1946年にイギリス占領区域のオスナブリュックからベルリンまでの分割統治区域間を連絡する列車についてソビエト連邦側が命名し、その後、1949年の東西ドイツ分断後、西ベルリンとドイツ連邦共和国（西ドイツ）間の鉄道交通に関する便宜を図るために運行されていた列車を指す。
公的機関ではドイツ民主共和国（東ドイツ）側で1954年まで、西ドイツ側でも1960年代の半ばまでこの語を使用していたが、一般的には特に東側で1989年のベルリンの壁崩壊まで『インターツーク (Interzug) 』の呼称で通用していた。

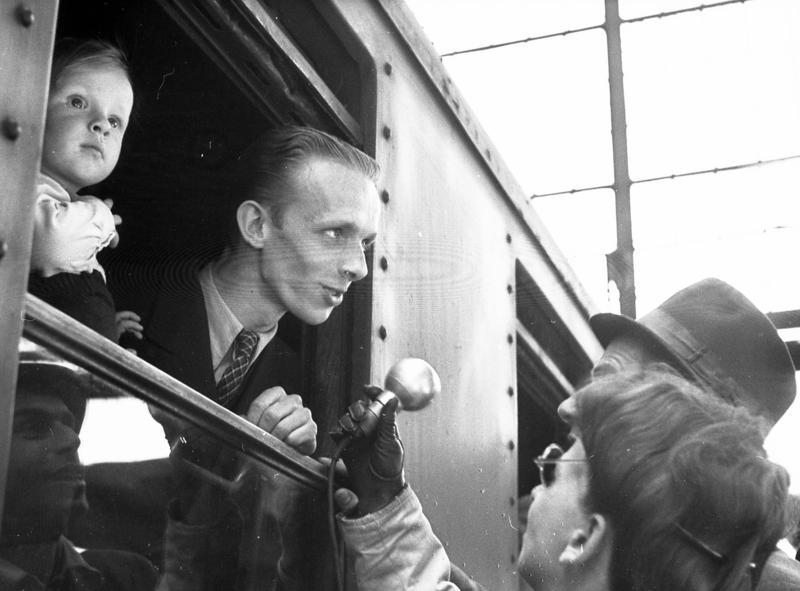
1949年5月12日ベルリン発の最初の列車

## 第二次世界大戦後からベルリンの壁構築まで
1949年9月10日、原則として外国人専用とされ、直行する連絡列車は1日1本の運行から、下記の4区間の直通往復運行へと増発された。やがてドイツ人に対しても段階的に開放されていった。
- ベルリン - フランクフルト・アム・マイン
- ベルリン - ハンブルク
- ベルリン - ケルン
- ベルリン - ミュンヘン

東側から西側への乗車には領域通行許可証が必要で、1953年以降は東ドイツからの乗車には出国許可証も求められるようになった。

## ベルリンの壁崩壊まで
列車は、年末や夏の休暇期間などにも増発され、越境駅区間のみ運行される列車も設定されたが、1961年にベルリンの壁の構築によって国境の出入国管理が厳しくなったことで、列車の運行本数も激減した。
主要な列車としては東ベルリンのフリードリヒ通り駅を始発駅とするハンブルク行、ハノーファー経由ケルン・デュッセルドルフ行、フランクフルト・アム・マイン行、ニュルンベルク経由ミュンヘン行があった。

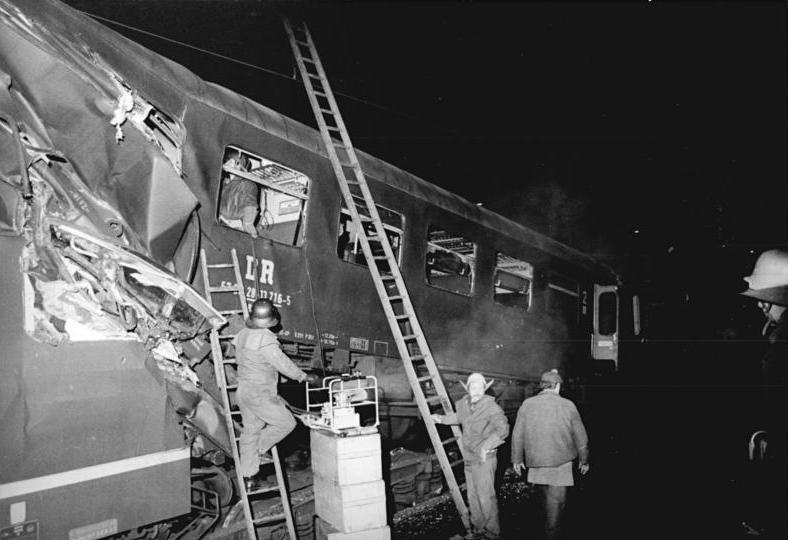
ホーエントゥルムの事故現場

なお、1984年2月29日には現ザクセン＝アンハルト州・ホーエントゥルムに停車中の近郊列車に西ベルリンからザールブリュッケンに向かう列車が濃霧の中で衝突。近郊列車の最後尾の乗
機関士・乗客など10人が死亡し、30人が負傷している。この時の事故処理にはシュタージが直接関与し、列車の乗客には代わりの便が手配されて西側へ出国させた。

## 実際の列車の運行

### 使用車両
通常時は、ドイツ国営鉄道 (DR) の客車を使用し、西ドイツの最初の越境駅まではDRのディーゼル機関車が牽引していた。ただし、見本市やイベントの開催期間等には例外的にドイツ連邦鉄道（DB, 現・ドイツ鉄道）の車両を使用することもあり、またフランスやオランダへ直通する夜行列車等では相手国側の車両を併結していた。

### 食堂車および車内販売
編成中に連結される食堂車と車内販売は全てミトローパにより運営されていた。

### 乗務員並びに係官

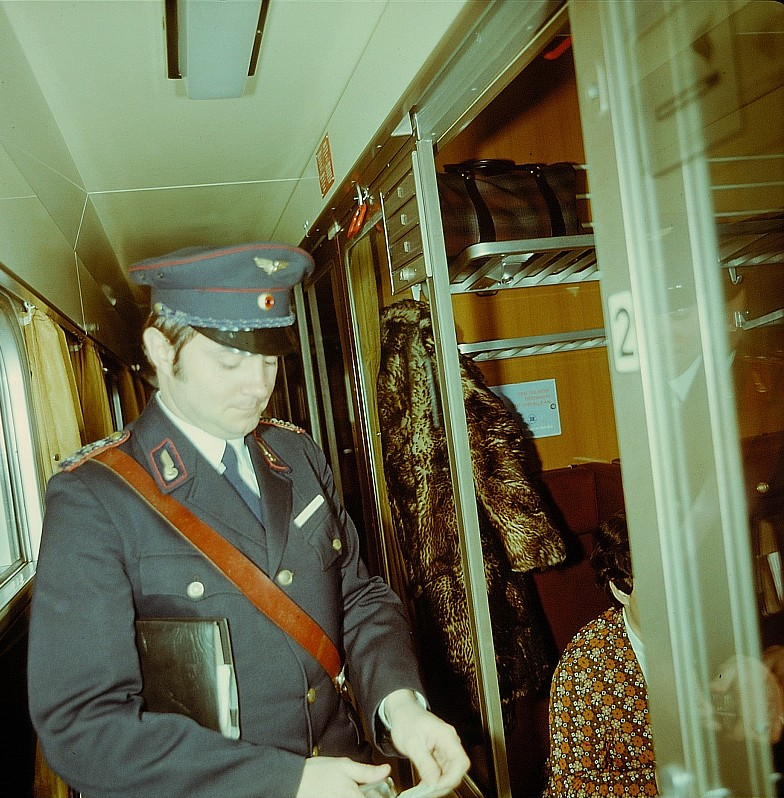
当時の車内検札の様子

東ドイツ領域側の最終停車駅でほとんどの乗務員と係官のみが下車するが、旅券不携帯であった場合や書類不備等の事由で強制下車させられる場合もある。西ドイツ領域に入ってから、西ドイツ側の乗務員と国境警備隊、税関職員、入国審査官が乗車するが、個別に全ての乗客の入国審査を行なうことは少なかった。

### 書類等の審査および車内通貨
乗車にあたっては、全ての乗客・乗務員に旅券の所持が義務づけられていた。ベルリンでの乗車は、東ドイツ側からの場合、まずフリードリヒ通り駅での出国審査と税関手荷物検査を受けてから西側市民も通行するトランジットゾーンへ移動してから乗車する。西ベルリン市民等も事実上の起点となるフリードリヒ通り駅から乗車することは可能であるが、トランジットゾーンとはいえ東ドイツの管轄区域なので好んでこの駅から乗車する乗客は少なかった。
フリードリヒ通り駅出発後、列車は西ベルリン区域を通過するが、ここではフランス・イギリス・アメリカ合衆国の三国連合側による入国管理等は行われない。西ベルリンを越えた最初の東ドイツ側の駅で停車し、国境警備隊並びに入国審査官が乗車し、東ドイツ領域を通過中に旅券の確認と通行証の発行を行う。税関も同乗するが、通過中に東ドイツ地域内へ影響を与えるような荷物・金銭の授受がない限り、原則として税関検査は行われない。
車内での清算および食堂車・車内販売での代金支払については西側の通貨で行われる。東ドイツ市民に関しても、出国以前に規程内での西ドイツマルクへの両替が可能なので、原則として西ドイツマルクでの支払いを求められることがほとんどであった。

## 越境連絡駅

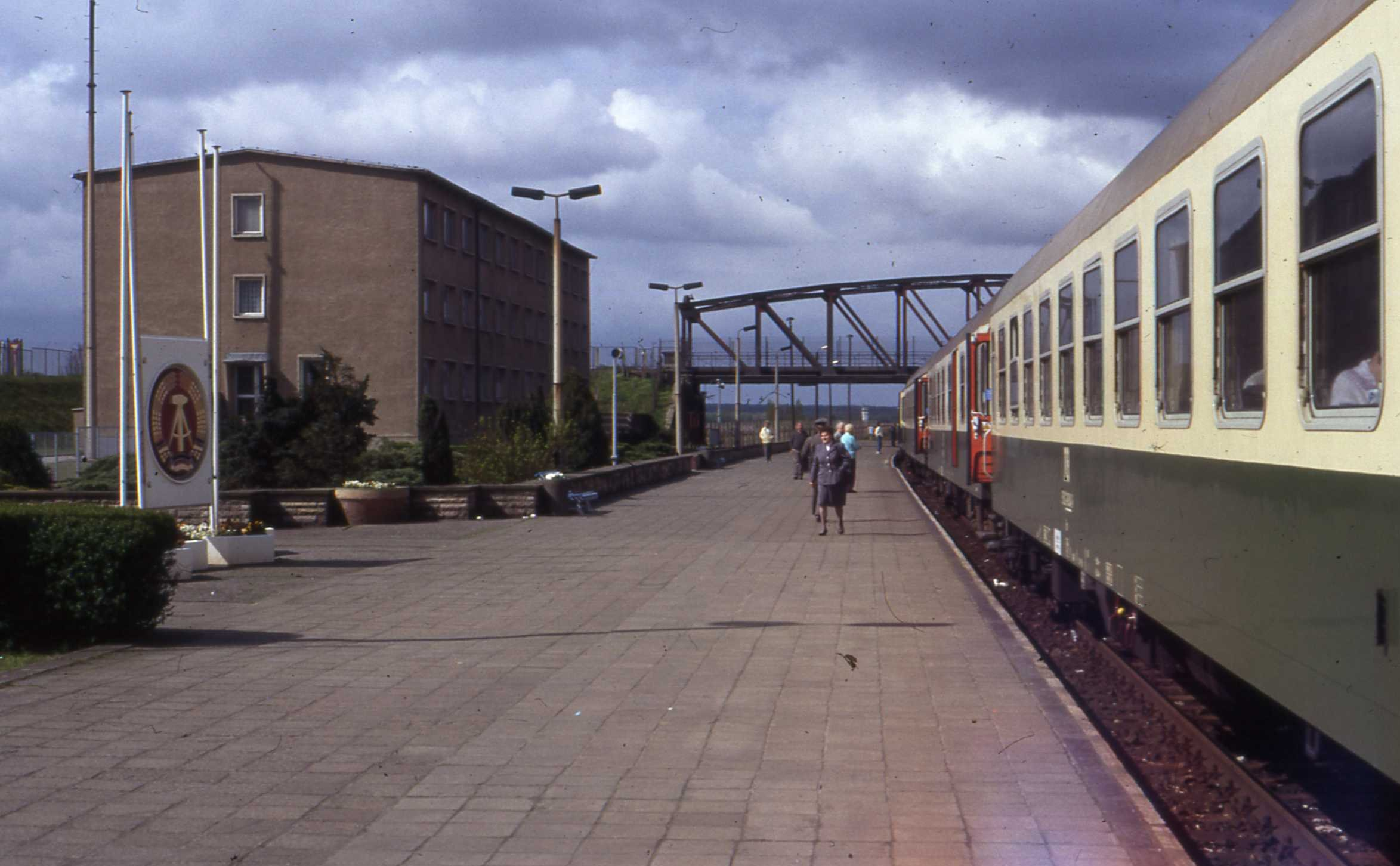
東ドイツ側の国境駅エービスフェルデ